# Талыш (шахрестан)

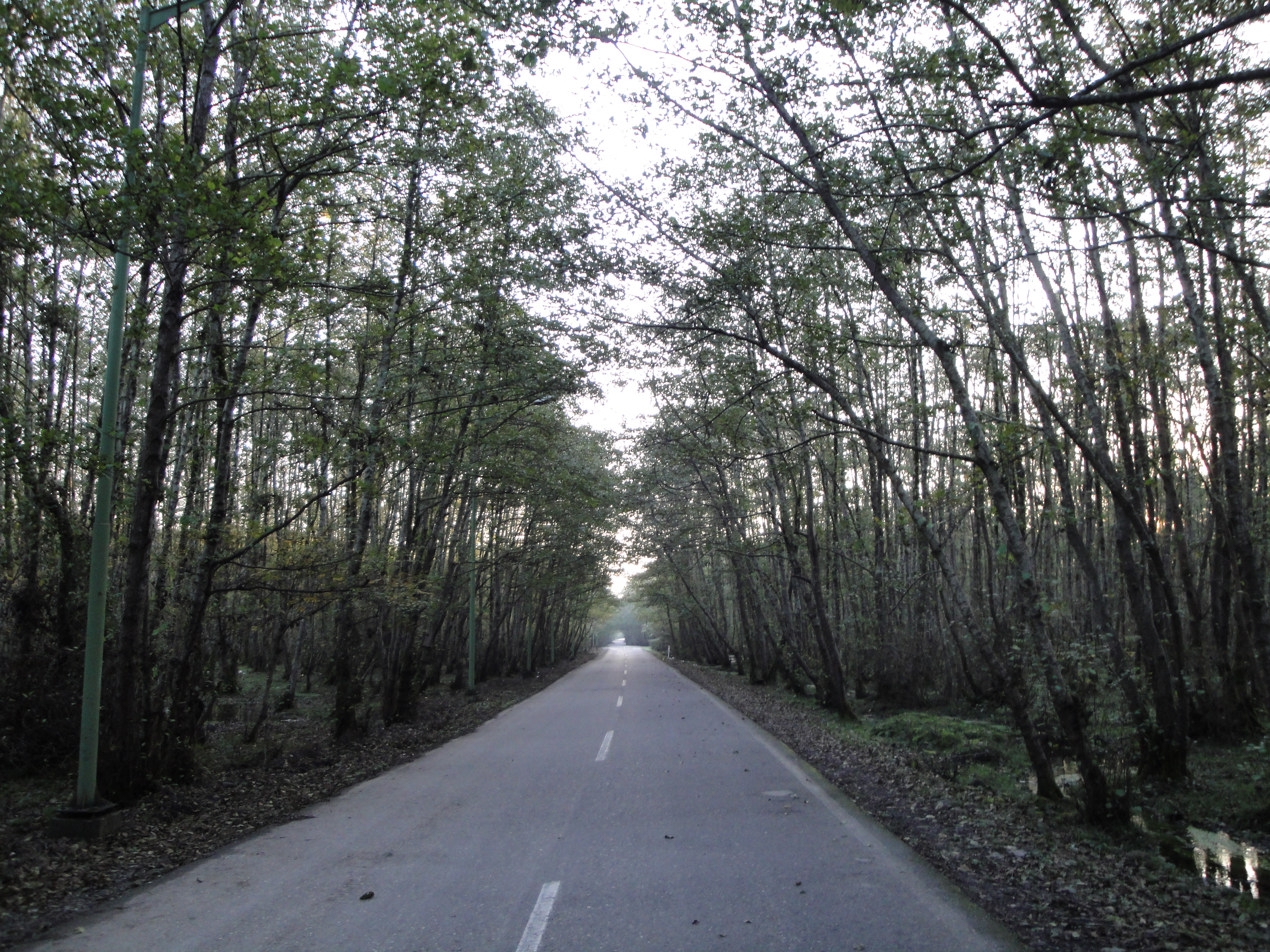
Лесная дорога Гисум в Асалеме, Гилян

Талыш, называемый также Тавалеш (перс. شهرستان تالش‎,тал. Tološ/Tolyš), — шахрестан в провинции Гилян в Иране. Столица округа — Хаштпар. Талышское население является абсолютным большинством и составляет 96 %.

## География
Шахрестан разделен на четыре округа: Центральный округ, Асалем, Хавик и Карган Руд. В шахрестане пять городов: Хаштпар, Лисар, Асалем, Чубар и Хавик. По переписи 2006 года население шахрестана составляло 200 000 человек, 50 000 семей.
Шахрестан Талыш расположен на юго-западном побережье Каспийского моря. Он занимает площадь 2373 км2, что составляет четверть площади провинции Гилян.
В нём есть живописные внутренние районы горного хребта Эльбурс с нетронутой естественной средой обитания.

## История
Как показывают археологические исследования, талыши являются одними из древнейших жителей западных прибрежных районов Каспийского моря, простирающихся от Дагестана на севере до Ирана на юге. Талыши тысячелетиями жили на так называемой «талышской земле», и являются одними из коренных жителей нынешнего Ирана и соседнего Азербайджана.
Ученые считают, и сами талыши, которые обычно идентифицируют себя с кадусами, что древние кадусии являются предками сегодняшних талышей.
Талышские земли были намного больше, чем нынешняя территория. В старину ареал талышского народа составлял более 10 000 человек. В настоящее время талыши живут в провинции Гилян, а также в некоторых городах в провинции Ардебиль (Иран) и на юго-востоке Азербайджана

## Исторические памятники и природные объекты
- Деревня Салсаль, которая восходит к эпохе исмаилитов, недалеко от деревни Галехбин, расположенной в 15 км от города Хаштпар (Талеш).
- Белая мечеть, относящаяся к сельджукской эпохе, расположенная в городе Хаштпар (Талеш).
- Агевлярский район на расстоянии 32 км от этого города считается одним из первоклассных туристических объектов Ирана.
- Дорога Асалем — Халхал и сельская местность Лаэзех по дороге в Халхал.
- Побережье Киссома.
- Водопад Лумер.
- Кварталы Зимнего Дворца Насроллах Хан Сардар Амджад (Амидоссалтане) — восходит к эпохе Каджаров. У него восемь сторон.
- Кварталы Летнего Дворца Насролах Хан Сардар Амджад (Амидоссалтане) — в деревне Ак-Эвлар.
- Трехэтажные гробницы вокруг маяка (Аташкаде) и останки Мард Али Бил.
- Старая баня Ак Эвлар — расположена в саду деревни Мериан, построенной в эпоху Сефевидов (500 лет назад).
- Деревня Сообатан.
- Талышский природный парк — площадью 80 акров (320 000 м2).

## Культура

### Языки
Талышская земля была разделена на три региона: Гаскарат (Масалли, Таскох, Шандерман, Резвашар, Хаштпар, Асалем, Астара); Фуманат (Фуман, Масуле и Шафт); и Азербайджанский Талыш. В Гаскарате большинство людей говорят на талышском и/или азербайджанском, фарси. В Фуманате большинство говорит на талышском. Наконец, талыши Азербайджана часто двуязычные и трехъязычные, в том числе талышский, азербайджанский и русский.

### Религия
Талыши — мусульмане-сунниты и шииты.

### Спорт
В городе находится штаб-квартира футбольного клуба Чока Талеш Ф.К.

## Сельское хозяйство
В этом регионе уже много лет выращивают рис, и некоторые местные сорта традиционно выращивались фермерами.